# 點燃 (歌曲)
《點燃》（英語：Ignite）是音樂製作人K-391與挪威籍DJ兼音樂製作人艾倫·沃克所創作、由挪威歌手Julie Bergan與韓國歌手勝利獻唱的電子歌曲。此單曲於2018年5月12日發行。

## 音樂背景

### 原曲
此單曲的無人聲版本為Sony公司為了宣傳手機Xperia XZs與艾倫·沃克和K-391於2017年4月8日發布了歌曲《Ignite》的MV。《Ignite》的MV部分由Alan Walker自己拍攝，並以Xperia XZs的「超慢動作」功能進行拍攝。

### 有人聲版本
K-391和艾倫·沃克於2018年5月12日合作發布了有人聲版本的《Ignite》，由挪威歌手Julie Bergan與韓國歌手勝利獻唱。

## 音樂內容

### 旋律
本曲的旋律使用了K-391的Godzilla為底。

### 風格
與艾倫·沃克的Fade有幾分相似。

## 現場版
艾倫·沃克於2018年6月24日與Julie Bergan和Vinni在VG-Lista 2018表演了《點燃》，在Youtube的觀看次數已破1235萬。

## 外部連結
• K-391的Godzilla https://www.youtube.com/watch?v=bzTeTw7HFFE （页面存档备份，存于）